# سیمون کوت
سیمون کوت (انگلیسی: Simone Koot؛ زادهٔ ۱۲ نوامبر ۱۹۸۰) بازیکن واترپلو اهل هلند است.